# Бівер-Дам (Аризона)
Бівер-Дам (англ. Beaver Dam) — переписна місцевість (CDP) в США, в окрузі Могаве штату Аризона. Населення — 1552 особи (2020).

## Географія
Бівер-Дам розташований за координатами 36°54′26″ пн. ш. 113°56′19″ зх. д. / 36.90722° пн. ш. 113.93861° зх. д. (36.907305, -113.938597). За даними Бюро перепису населення США в 2010 році переписна місцевість мала площу 21,81 км², з яких 21,79 км² — суходіл та 0,02 км² — водойми.

## Демографія
Згідно з переписом 2010 року, у переписній місцевості мешкали 1962 особи в 814 домогосподарствах у складі 574 родин. Густота населення становила 90 осіб/км². Було 1202 помешкання (55/км²).
Расовий склад населення:
| - 80,5 % — білих - 1,2 % — корінних американців - 0,4 % — чорних або афроамериканців - 0,3 % — азіатів - 0,1 % — вихідців з тихоокеанських островів - 15,5 % — осіб інших рас |

До двох чи більше рас належало 2,0 %. Частка іспаномовних становила 26,8 % від усіх жителів.
За віковим діапазоном населення розподілялося таким чином: 20,6 % — особи молодші 18 років, 50,3 % — особи у віці 18—64 років, 29,1 % — особи у віці 65 років та старші. Медіана віку мешканця становила 50,8 року. На 100 осіб жіночої статі у переписній місцевості припадало 97,8 чоловіків; на 100 жінок у віці від 18 років та старших — 98,3 чоловіків також старших 18 років.
Середній дохід на одне домашнє господарство становив 51 753 долари США (медіана — 45 078), а середній дохід на одну сім'ю — 41 204 долари (медіана — 37 015). За межею бідності перебувало 29,2 % осіб, у тому числі 45,7 % дітей у віці до 18 років та 12,1 % осіб у віці 65 років та старших.
Цивільне працевлаштоване населення становило 294 особи. Основні галузі зайнятості: мистецтво, розваги та відпочинок — 55,1 %, будівництво — 44,9 %.